# HD37687
HD37687 — хімічно пекулярна зоря спектрального класу B7, що має видиму зоряну величину в смузі V приблизно  7,0.
Вона  розташована на відстані близько 1055,5 світлових років від Сонця.

## Пекулярний хімічний вміст
HD37687 належить до Хімічно пекулярних зір з пониженим вмістом гелію 
й в її  зоряній атмосфері спостерігається нестача He у порівнянні з його вмістом в атмосфері Сонця.